# Mathilde Franck
Mathilde Franck, née Mathilde Deymier le 7 septembre 1885 à Paris et morte le 29 novembre 1968 à Coulommiers, est une pionnière de l'aviation française.
Elle effectue son dernier vol le 1er août 1910 dans un biplan Farman, en décollant de Bolden Flats dans le nord-est de l'Angleterre. L'avion s'écrase après avoir heurté le mât d'un drapeau, tuant un enfant.

## Biographie

### Jeunesse
Mathilde Gabrielle Augusta Deymier naît en 1885 dans le 17e arrondissement de Paris. En 1903, devenue couturière comme sa mère, elle épouse Frank Hewartson, un journaliste anglais du New York Herald, plus tard spécialisé dans l'aéronautique. Elle continue un temps son activité de couturière sous le nom de Mme Hewartson-Deymier. 

### Vols
La première expérience aérienne de Mathilde Franck est un vol en compagnie de Michel Efimoff, qui détient une licence depuis février 1910. Peu après, son mari Frank Hewartson et elle embarquent pour un vol d'une heure et quart avec Henri Farman, qui cherche à battre le record de durée dans les airs avec deux passagers. Tentée par l'aventure, c'est à l'usine des frères Farman près de Paris que Mathilde Franck apprend à piloter au début de l'été 1910. À Mourmelon-le-Grand, elle porte à 14 miles le record de distance d'un vol sans escale et le 20 juillet 1910 elle tente de traverser la Manche, mais renonce à cause du mauvais temps.

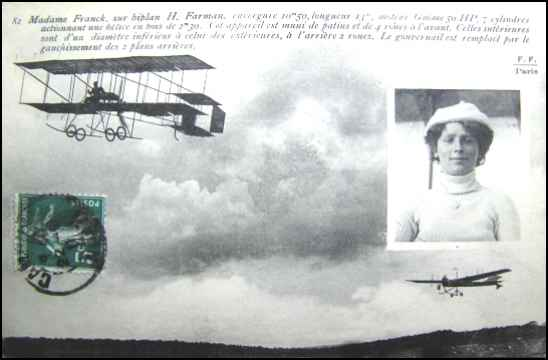
Mathilde Franck, sur biplan Henri Farman, envergure 10.50 m, longueur 13 m, moteur Gnôme 50 HP, 7 cylindres actionnant une hélice en bois de 2.30 m. Cet appareil est muni de patins, de quatre roues à l'avant et deux à l'arrière.

À la fin du mois de juillet 1910, elle arrive dans le nord de l'Angleterre, où le manager du théâtre de Sunderland l'a invitée pour le meeting aérien de la ville. Le 30 juillet 1910, son vol d'un mile et demi est la première distance significative couverte par une femme au Royaume-Uni. Le 1er août 1910, elle s'embarque pour un nouveau vol : son avion heurte le mât d'un drapeau et s'écrase au sol. Un jeune garçon est mortellement blessé par le moteur,. Mathilde s'en sort avec une jambe cassée, mais met fin à sa carrière de pilote. Dans un article publié dans Colliers Magazine en septembre 1911, elle raconte ses expériences aéronautiques.

Mathilde Franck devient cultivatrice à Jouy-sur-Morin, en Seine-et-Marne, avec son mari. Divorcée en 1932 puis remariée en 1939, elle meurt en 1968 à Coulommiers.